# 한스 (덴마크)

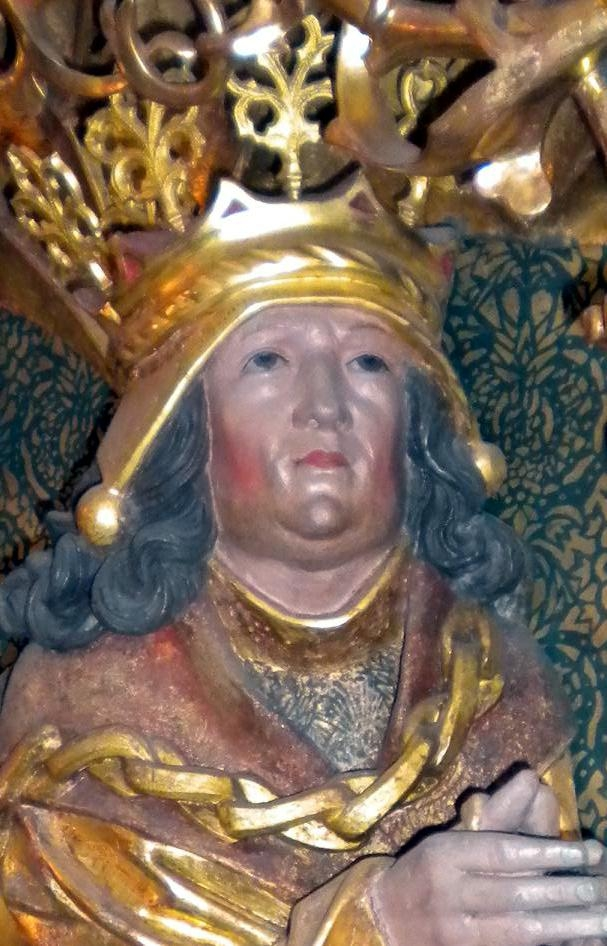
한스

한스(덴마크어: Hans, 노르웨이어: Hans, 1455년 2월 2일 ~ 1513년 2월 20일)는 덴마크의 국왕(재위: 1481년 5월 21일 ~ 1513년 2월 20일)이자 노르웨이의 국왕(재위: 1483년 ~ 1513년 2월 20일), 스웨덴의 국왕(재위: 1497년 10월 6일 ~ 1501년 8월)이다. 스웨덴의 국왕 요한 2세(스웨덴어: Johan II)에 해당한다.

## 생애
올보르에 위치한 올보르후스 성(Aalborghus)에서 덴마크의 국왕인 크리스티안 1세와 그의 아내인 브란덴부르크의 도로테아(Dorothea)의 아들로 태어났다. 1478년에는 작센의 크리스티나(Christina)와 결혼했고 슬하에 5명의 자녀를 두었다. 1482년부터 1513년까지는 자신의 동생인 프레데리크 1세와 함께 슐레스비히 공작, 홀슈타인 공작을 역임했다.
1481년 5월 21일에 사망한 크리스티안 1세의 뒤를 이어 덴마크의 국왕으로 즉위했으며 1483년 5월 18일에는 코펜하겐에서 덴마크 국왕 대관식을 치렀다. 1483년 7월 20일에는 트론헤임에서 노르웨이 국왕 대관식을 치르면서 노르웨이의 국왕으로 즉위했다. 1497년 10월 6일에는 스웨덴의 요한 2세 국왕으로 즉위했고 1497년 11월 26일에는 스톡홀름에서 스웨덴 국왕 대관식을 치렀다.
1500년에는 디트마르셴(Dithmarschen)을 정복하기 위해 대규모의 병력을 파병했지만 1500년 2월 17일에 일어난 헤밍슈테트(Hemmingstedt) 전투에서 디트마르셴의 소작농들에게 패배하고 만다. 1501년에는 스웨덴의 왕위에서 퇴위당했다. 1509년에는 네덜란드의 중재로 스웨덴 왕위 복위가 결정되었지만 스톡홀름으로 귀환하는 것이 허락되지 않았기 때문에 스웨덴의 국왕으로 복위하지 못했다.
정치적인 측면에서는 칼마르 동맹을 복원하고 한자 동맹의 지배력을 감소시키면서 덴마크의 왕권을 강화했고 덴마크 해군을 창설했다. 또한 외교적인 측면에서는 덴마크의 국왕으로는 최초로 러시아와 정치적인 협력 관계를 수립했다. 덴마크 상인들에 대한 경제적인 지원을 시행하는 한편 평민들을 관리로 채용했지만 이는 덴마크의 귀족들의 분노를 사게 된다.
1513년 2월 20일 올보르에 위치한 올보르후스 성에서 사망했으며 그의 시신은 오덴세에 안치되었다. 덴마크, 노르웨이의 왕위는 아들인 크리스티안 2세가 승계받았다.

## 사진

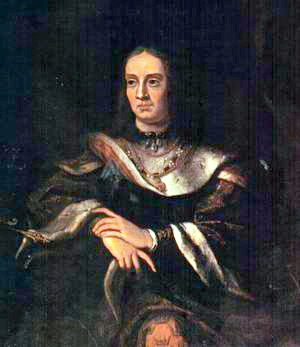
한스의 초상화
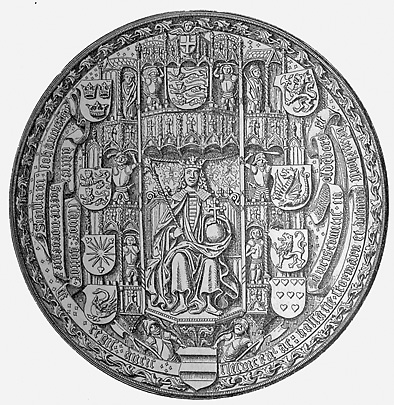
한스의 인장

## 같이 보기
- 덴마크의 군주 목록
- 노르웨이 국왕
- 스웨덴의 군주 목록